# Shigeyoshi Mochizuki
Shigeyoshi Mochizuki (jap. 望月 重良, Mochizuki Shigeyoshi; * 9. Juli 1973 in Shizuoka, Präfektur Shizuoka) ist ein ehemaliger japanischer Fußballspieler.

## Nationalmannschaft
1997 debütierte Mochizuki für die japanische Fußballnationalmannschaft. Mochizuki bestritt 15 Länderspiele und erzielte dabei ein Tor. Mit der japanischen Nationalmannschaft qualifizierte er sich für die Asienmeisterschaft 2000.

## Errungene Titel

### Mit der Nationalmannschaft
- Asienmeisterschaft: 2000

### Mit seinen Vereinen
- Kaiserpokal: 1999